# Velký penzionář
Velký penzionář (nizozemsky: raadpensionaris) nebo také zemský advokát byl nejvyšší volený úřad ve Spojených nizozemských provinciích. Důležitější byla pouze funkce místodržícího, která se dědila. Podle jiného zdroje byl velký penzionář v podstatě nejmocnějším mužem v zemi.
Úřad vznikl koncem 15. století sloučením funkce syndika a předsedy provinciálních stavů. Jiný zdroj uvádí až rok 1586 a jako prvního penzionáře Johana van Oldenbarnevelta. Funkční období velkého penzionáře trvalo pět let. Generálními nizozemskými stavy byl během nizozemské revoluce zmocněn vykonávat funkci ministra zahraničí. Zároveň zastával funkci prvního ministra Hollandu a reprezentoval tuto provincii během zasedání Generálních stavů. Oficiálně sice tento úředník koncem 16. století zastupoval pouze provincii Holland, ale protože ta v té době platila padesát až šedesát procent vládních výdajů, tak rozhodoval o záležitostech celého Nizozemí.

## Na regionální úrovni
V druhé polovině 16. století penzionáři (nikoli velcí) spravovali záležitosti nizozemských měst. Jejich funkce spojovala práci starosty, městského tajemníka a politika, připravovali také podklady pro schůzi městské rady. Jednalo se o právníky, kteří byli v mnoha případech napojeni na tzv. vládnoucí rodiny. Zastupovali také zájmy místních úřadů a šlechty, v některých případech fungovali jako mediátoři. Protože zastupovali zájmy jiných, mezi kterými hledali kompromisy a pracovali v zákulisí, museli umět navenek potlačit svou osobnost.